# 자유와 연대 (슬로바키아)
자유와 연대(自由와 連帶, 슬로바키아어: Sloboda a Solidarita)는 2009년 슬로바키아에서 만들어진 자유주의 정당이다. 현재 지도자는 리하르트 술리크이며, 2010년부터 2011년까지 슬로바키아 공화국 국민의회의 의장을 지냈다.